# Кхун Чанг и Кхун Пэн
Поэма «Кхун Чанг и Кхун Пэн» (тайск.:ขุนช้างขุนแผน) — тайское народное сказание, оригинал поэмы не сохранился. В период правления короля Сиама Рамы II по приказу самого короля придворные поэты собрали и обработали сюжеты этого сказания. В созданной истории была показана жизнь тайского средневекового общества XVIII-XIX в. В литературной обработке сказания (первая треть XIX в.) участвовали выдающиеся тайские поэты: король Сиама Рама II (гг. правления 1809—1824), его сын и будущий король Сиама Рама III (гг. правления 1824—1851), Сунтон Пу (1786—1856). Стоит отметить, что в тот период в тайской поэзии господствовал придворный язык, и если простой народ мог прочитать произведения, созданные придворными поэтами, то не всегда мог понять глубокий смысл произведений. История «Кхун Чанг и Кхун Пэн» была написана не на придворном языке, а на языке простого народа, благодаря чему обрела невероятную популярность в Сиаме. 
Поэма «Кхун Чанг и Кхун Пэн» написана в жанре сепхи. Сепха — это историческая баллада, которая исполняется под ритмичную музыку. Существует несколько переложений поэмы на современный тайский язык. Кроме того, произведение переведено на французский и английский языки.

## Сюжет
Главные герои поэмы: Кхун Пэн, Кхун Чанг и Пхим. Действие происходит в Супханбури. Кхун Пэн, Кхун Чанг и Пхим дружат с самого детства. Кхун Пэн — умный и красивый молодой человек, но его семья бедствует, поскольку король казнил отца и отнял все их имущество. Он уходит в монастырь, и будучи послушником в монастыре, занимается различными науками и боевыми искусствами. Кхун Чанг — неуклюжий, глупый и наглый юноша, его семья живёт в достатке и поддерживает хорошие отношения с королём и королевской элитой. Пхим — самая красивая девушка ринц Дамронг . Однажды Пхим встречает Кхун Пэна у монастыря. Молодые люди понимают, что влюблены друг в друга, не могут скрыть своих нежных чувств. Но оказывается, что Кхун Чанг тоже влюблён в девушку. Пользуясь своим высоким положением в обществе и богатством, он всеми силами пытается добиться расположения Пхим. Но девушке не нужны деньги и статус, она хочет быть с Кхун Пэном. Вскоре Кхун Пэн и Пхим играют свадьбу. Они живут счастливо, и, казалось бы, ничто не может помешать этой гармонии. Любовь Кхун Чанга к Пхим становится все сильнее, он не может смириться с тем, что его любимая принадлежит другому. Он просит короля отправить Кхун Пэна в военный поход. После отъезда Кхун Пэна Кхун Чанг говорит всем жителям провинции, что он погиб в бою. Пока Кхун Пэн защищает границы государства, Кхун Чанг пытается завоевать сердце несчастной и одинокой Пхим. Через некоторое время Кхун Пэн возвращается с войны победителем. Счастливая Пхим отправляется на встречу к мужу, представляя, как счастливо они заживут. Однако Кхун Пэн возвращается не один: он приводит в дом вторую жену. В это время Кхун Чанг просит короля изгнать Кхун Пэна из Аютии за то, что тот якобы не выполнил свой долг перед Королевством.
Кхун Пэн и Пхим сильно ссорятся. Пхим не может поверить, что муж мог её предать. Кхун Чанг продолжает добиваться девушки: дарит ей дорогие подарки, относится к ней, как к божеству. После очередной ссоры с мужем Пхим уходит жить к Кхун Чангу. Вскоре несчастный Кхун Пэн теряет и вторую жену: королю Аютии приглянулась молодая красавица и он забрал её к себе во дворец. Кхун Пэн не в силах противостоять воле короля. Одиночество душит Кхун Пэна: поздно ночью он врывается в дом к Кхун Чангу и похищает Пхим. Они укрываются в лесу.
Разъярённый Кхун Чанг докладывает королю Аютии, что Кхун Пэн хочет устроить мятеж. Король отправляет военный отряд, чтобы привести мятежника ко двору. Кхун Чанг получает выговор за то, что соврал королю, а Кхун Пэна сажают в темницу. Кхун Чанг и Пхим снова живут вместе. Через много лет, когда Кхун Пэн выходит из тюрьмы, соперничество за Пхим возобновляется. Король приказывает Пхим сделать окончательный выбор между мужчинами. Она долго не может принять решение. Король приходит в ярость и приказывает казнить девушку.

## История создания
Принц Дамронг считал, что история Кхун Чанг и Кхун Пэна основана на реальных событиях, которые происходили в  XVI в. в Королевстве Аютия, поскольку имена главных героев упоминаются в летописях Аютии и Чиангмая.

## Использование гротеска в изображении характера персонажей
Характеры главных персонажей многогранны. Каждый из них, сохраняя свои индивидуальные черты, претерпевает изменения, обусловленные средой и временем. Терпеливая и покорная Пхим становится яблоком раздора противоборствующих Кхун Пэна и Кхун Чанга. Кхун Пэн достаточно умен и силен, чтобы окончательно устранить своего соперника, но он и великодушен, поэтому много раз прощает ему козни. Кхун Чанг — глупый и неуклюжий шут, над которым все смеются: желая в отчаянии покончить с собой, он пытается повеситься, обмотав верёвку вокруг своего туловища; во время судебного заседания его стошнило на алтарь правосудия; он часто падает, поскользнувшись па собачьем помёте, поэтому он перепачкан и от него дурно пахнёт. Тем не менее, ему сочувствуют, считая Кхун Чанга просто неудачником.

## Дальнейшая судьба произведения
Во время правления короля Сиама Рамы III (1824—1851) был написан сценический вариант этого сказания. В конце XIX в. принц Дамронг вместе с другими поэтами заново переложил всю поэму, общий объём которой составил 90 тысяч строк.
Во времена Рамы IV Монгкута (1851—1868) эта сепха поется и декламируется уже по всей стране, исполняется на религиозных церемониях, на всех народных праздниках. Традиционно сохраняя основное содержание поэмы, местные сказители свободно варьируют эпизоды и дополняют их красочными деталями. В наиболее популярных народных версиях заметно влияние письменных текстов, вероятно благодаря заучиванию их в монастырских школах и переписыванию в монастырях. В свою очередь, литературные тексты «Кхун Чанга и Кхун Пэна» тесно связаны с устной традицией. Появляются профессионалы, специализирующиеся на отдельных эпизодах сепхи.